# Аристовка (Инзенский район)
Аристовка — село в составе Черёмушкинского сельского поселения Инзенского района Ульяновской области России. 

## География
Находится у реки Инза на расстоянии примерно 26 километров на юг-юго-восток по прямой от районного центра города Инза. 

## История
Упоминается с 1659 года. Название связано с фамилией основателя дворянина Дмитрия Аристова. 
В 1780 году село Аристово вошло в состав Городищенского уезда Пензенского наместничества. С 1796 года в составе Пензенской губернии.
В 1821 году построена Покровская церковь (сохранилась частично). 
В 1864 году в селе насчитывалось 115 дворов (446 мужчин и 538 женщин). В это же время в селе действовали 2 церкви. До 1937 г. в селе проживал архимандрит Иаков Егорович Нечаев (расстрелян в Ульяновске в 1937 г.). 
В 1929 году село вошло в состав Инзенского района.
В конце советского периода работало отделение совхоза «Стрыйский».
В селе есть школа, дом культуры, библиотека.

## Население
Население составляло 415 человек в 2002 году (русские 94%), 262 по переписи 2010 года.

## Достопримечательность
- Покровская церковь (Церковь в честь Покрова Богородицы (1821)) [7][8][9][10][11][12][13][14]